# 베르나르 마쿠자
베르나르 마쿠자(프랑스어: Bernard Makuza, 1962년 9월 30일~)는 르완다의 정치인으로, 2000년 3월 8일부터 2011년 10월 6일까지 르완다의 총리를 역임했다. 2014년 10월 14일부터 2019년 10월 17일까지 르완다의 상원의장을 역임했다.

## 경력
마쿠자는 집단학살 이념을 조장한 전력 때문에 2003년 4월 14일 정당이 해산되기 전까지 공화민주운동(MDR) 소속이었다. 마쿠자는 총리로 임명되기 전에 MDR 소속을 사임했다. 총리 임기 중인 2006년 마쿠자는 무당 소속임을 밝혔다.

### 총리직
마쿠자는 부룬디 주재 르완다 대사였으며, 2000년 3월 총리로 임명되기 전에는 독일 주재 대사였다. 파스퇴르 비지뭉구 대통령이 후자의 자리에 임명한 것은 르완다 언론과 일부 의회 의원들로부터 심한 비판을 받았던 피에르셀레스탱 르비게마 총리의 사임 이후였다.
마쿠자는 2008년 3월 8일 21명의 장관과 6명의 국무장관으로 구성된 새 정부의 수장 자리를 유지했다.

### 상원의원직
2011년 10월 6일 르완다 대통령 폴 카가메는 마쿠자의 후임으로 피에르 하부무레미를 총리로 임명했다. 대신 마쿠자는 상원의원에 임명되었다. 마쿠자는 상원에서 입법 및 법제처장을 역임했다. 그는 이후 상원의장으로 선출되어 찬성 26표 중 25표, 반대 후보 없음으로 2014년 10월 14일 취임 선서를 했다.